# 設楽博
設楽 博（しだら ひろし、1936年9月11日 - ）は、日本の男性アニメーション演出家、アニメーション監督である。山形県村山市出身。日本大学芸術学部卒業。

## 来歴
大学を卒業した1960年春、東映に入社。2年ほど京都撮影所に勤務した後、東映動画に移籍した。1965年、『宇宙パトロールホッパ』にてテレビアニメの演出家としてデビュー。その後、『魔法使いサリー（第1作）』『ゲゲゲの鬼太郎（第1作）』『タイガーマスク』『デビルマン』『ミクロイドS』など数多くのテレビアニメで演出を担当した。
演出家・設楽博の名を一躍有名にしたのは、1976年、初めてチーフディレクター（＝監督）の大役を任されたテレビアニメ『キャンディ・キャンディ』である。この作品の大ヒット以降、設楽は『花の子ルンルン』や『魔法少女ララベル』『ハロー!サンディベル』など、「東映動画少女アニメ路線」のチーフディレクター（後、シリーズディレクター）を歴任する事となる。
50歳を超えてからも、『スーパービックリマン』『GS美神』などで演出を担当し、演出家としての健在ぶりを見せていた（現在は、演出業から身を退いている）。

## 参加作品
- 宇宙パトロールホッパ（演出）
- 魔法使いサリー（第1作）（演出）
- ゲゲゲの鬼太郎（第1作）（演出）
- タイガーマスク（演出）
- デビルマン（演出）
- ミクロイドS（演出[1]）
- キューティーハニー（演出[2]）
- 魔女っ子メグちゃん（演出）
- 世界名作童話 まんがシリーズ（演出[3]）
  - 北風と太陽
- UFOロボ グレンダイザー（演出）
- キャンディ・キャンディ（チーフディレクター[4]・演出）
- 花の子ルンルン（チーフディレクター）
- 魔法少女ララベル（チーフディレクター・演出）
- ハロー!サンディベル（チーフディレクター・演出）
- パタリロ!（ぼくパタリロ!）（演出）
- とんがり帽子のメモル（演出）
- はーいステップジュン（シリーズディレクター[5]・演出）
- メイプルタウン物語（演出[6]）
- 新メイプルタウン物語 パームタウン編（シリーズディレクター[7]・演出）
- レディレディ!!（シリーズディレクター[8]・演出）
- ハロー!レディリン（シリーズディレクター[9]・演出）
- 魔法使いサリー（第2作）（演出）
- スーパービックリマン（演出）
- GS美神（演出）
- ママレード・ボーイ（演出）
- アニメ世界の童話（シリーズディレクター）
- ご近所物語（演出）